# Уайт, Уильям Эндрю (офицер)
Уильям Эндрю Уайт (англ. William A. White; род. 16 июня 1874, Кинг-энд-Куин, Виргиния, США — 9 сентября 1936, Галифакс, Новая Шотландия) — канадский военный и священник родом из США. Первый чернокожий, получивший степень доктора богословия в университете Акадии.

## Биография
Уильям Эндрю Уайт родился 16 июня 1874 года в семье бывших рабов в Кинг-энд-Куин, США. Вместе с семьёй переехал в город Балтимор, штат Мэриленд, где жил со своим братом и посещал семинарию Вейленда в Вашингтоне. Впечатлённый рассказами Хелены Блэкдар - его школьной учительницей и баптистским миссионером, переехал в Новую Шотландию в 1900 году. Рассматривал Канаду как «Землю свободы». 
Стал вторым чернокожим учеником акадийского университета и вторым закончившим её. Был удостоен степени богословия. После того как был рукоположен в священники, стал странствовать в африканских баптистских церквях Новой Шотландии.
В 1916 году Уайт записался во 2-й строительный батальон, полностью чернокожее обособленное подразделение, участвовавшее в Первой мировой войне. Он был единственным чернокожим капелланом в британской армии и был офицером, служившим в звании почетного капитана.
После войны Уайт вернулся в Галифакс и был призван в баптистскую церковь на Корнуоллис-стрит. Он был священником церкви более 17 лет. В начале 1930-х годов его службы ежемесячно транслировались по радио, и их слышали по всему Приморью.
Скончался от рака 9 сентября 1936 года в Галифаксе.

## Личная жизнь
Уайт познакомился и женился на Изи Доре Уайт из Милл-Виллидж, Новая Шотландия. Она была потомком черных лоялистов. Во время брака завели тринадцать детей. Одна из их дочерей, Портия Уайт, стала певицей Сын Билл Уайт-младший стал первым чернокожим канадцем, баллотировавшимся на федеральный политический пост в Канаде, когда он баллотировался в качестве кандидата от Кооперативной федерации Содружества на федеральных выборах 1949 года. Сын Джек был известным активистом канадского профсоюза и вторым темнокожим кандидатом, баллотировавшимся в Законодательное собрание Онтарио. Среди внуков Уайта и Изи Доры сенатор Дональд Оливер, политик и активистка Шейла Уайт и фолк-музыкант Крис Уайт. Писатель и драматург Джордж Эллиот Кларк - правнук.

## Упоминание в культуре
Актер и режиссер Энтони Шервуд снял документальную драму под названием «Честь прежде славы». Фильм основан на дневнике Эндрю Уайт, во время его службы во Франции в период Первой мировой войны.